# Heino
Heino (født 13. december 1938) er en tysk schlager-sanger, der i Danmark er indbegrebet af tysk schlager.
Heino hedder Heinz Georg Kramm, og han debuterede i 1965 med 13 Mann und ein Kapitän. Blandt hans største hits kan nævnes Bergvagabonden (1969), Karamba, Karacho, ein Whiskey (1969), Karneval in Rio (1972) og Die schwarze Barbara (1975).
Hans kendetegn er den dybe stemme, det blonde hår og hans solbriller. De skyldes hans Basedows sygdom.

## Udpluk af Heinos schlager-hits
- Jenseits des Tales (1966)
- Wenn die bunten Fahnen wehen (1967)
- Wir lieben die Stürme (1968)
- Zu der Ponderosa reiten wir (1968)
- Bergvagabunden (1969)
- Wenn die Kraniche zieh'n (1969)
- Karamba, Karacho, ein Whisky (1969)
- In einer Bar in Mexico (1970)
- Hey Capello (1970)
- Blau blüht der Enzian (1972)
- Carneval in Rio (1972)
- Tampico (1973)
- La Montanara (1973)
- Schneewaltzer (1973)
- Edelweiß (1973)
- Schwarzbraun ist die Haselnuss
- Das Polenmädchen (1974)
- Die schwarze Barbara (1975)
- Komm in meinen Wigwam (1976)
- Bier,Bier,Bier (1980)